# François Lamorinière

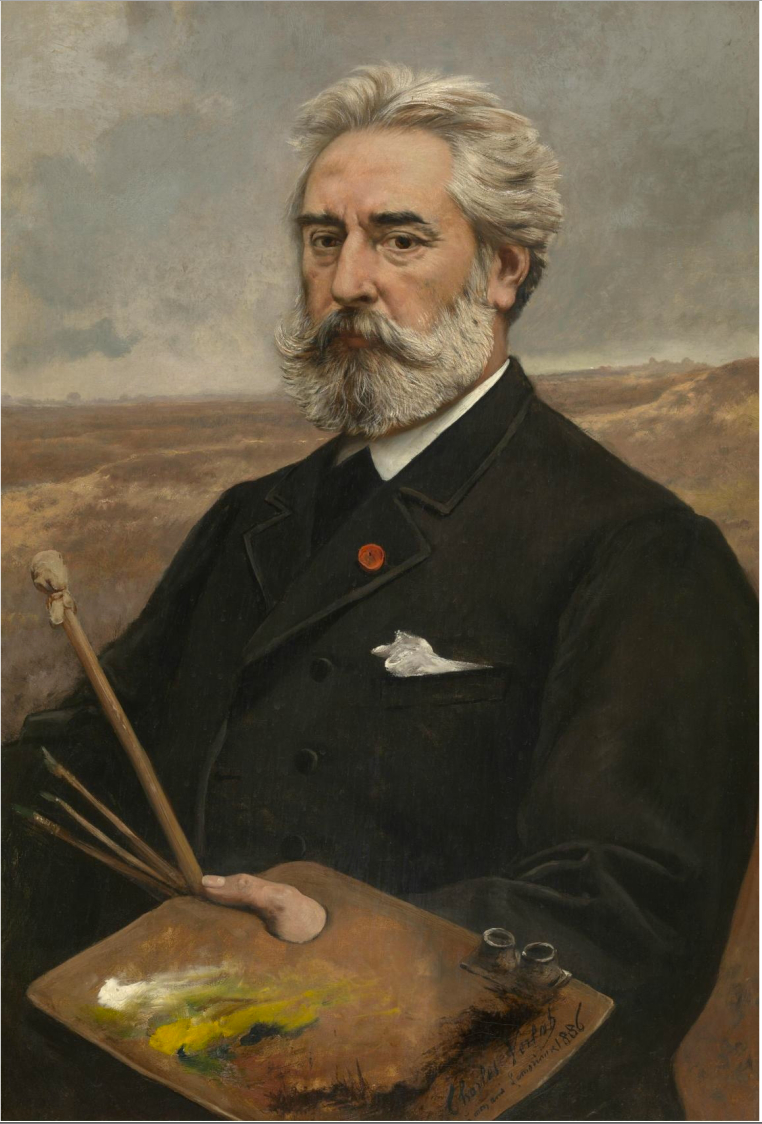
Porträt Lamorinières durch Charles Verlat

Jean Pierre François Lamorinière (* 28. April 1828 in Antwerpen; † 3. Januar 1911 ebenda) war ein belgischer Landschaftsmaler und Radierer.

## Leben
Lamorinière studierte zwischen 1840 und 1849 an der Akademie in Antwerpen und war dort ein Schüler der Landschaftsklasse bei Jakob Albert Jacobs, E. Dujardin, Emmanuel Noterman. Er bildete sich zudem nach der Natur und schilderte mit Vorliebe die flachen Gegenden Belgiens in realistischer Darstellung, wobei er besonders nach feiner Stimmung strebte. Bevorzugt schuf er Wiesen- und Heidelandschaften oder die flandrischen Wälder.
Im Jahr 1849 stellte er im Antwerpener Salon aus und nahm regelmäßig an Salons im In- und Ausland teil. Im Juni 1853 hielt er sich in Barbizon auf und gehörte zu den ersten, die im Wald von Fontainebleau arbeiteten. Er bereiste die Ardennen, Deutschland und Walcheren. 1864 reiste er nach England und malte im Wald von Burnham. Im Jahr 1880 wurde er Mitglied der Aquafortistenvereinigung in Antwerpen (Gesellschaft der Radierer). Im Jahr 1897 musste er di Malerei aufgeben, da er fast völlig erblindete. Er gehörte der Schule des Hendrik Leys an und wurde von Camille Lemonnier auch als der „Lays der Landschaft“ bezeichnet.
Lamorinières Stil war persönlich, sein Blick unabhängig, er sah in einem Wald keine Ansammlung von Bäumen, sondern ein Ganzes, das aus einer Anzahl von Bäumen besteht, von denen jeder seine Individualität besitzt und in seinen Bildern behält. Sein Wald oder eine Landschaft bestand sozusagen aus Porträts von Bäumen und originalgetreuen Abbilden von Büschen, Wasserspielen, Hügeln dem Himmel.

## Werke (Auswahl)
- Landschaft bei Spaa
- Landschaft bei Edeghem
- Morgen in den Ardennen
- Einsamkeit
- Erste Herbsttage in Südflandern

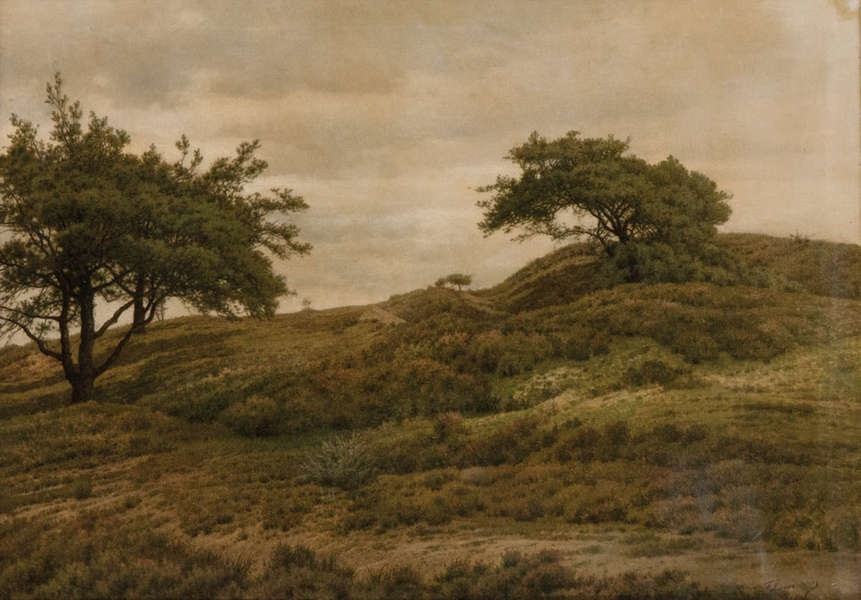
Heidelandschaft

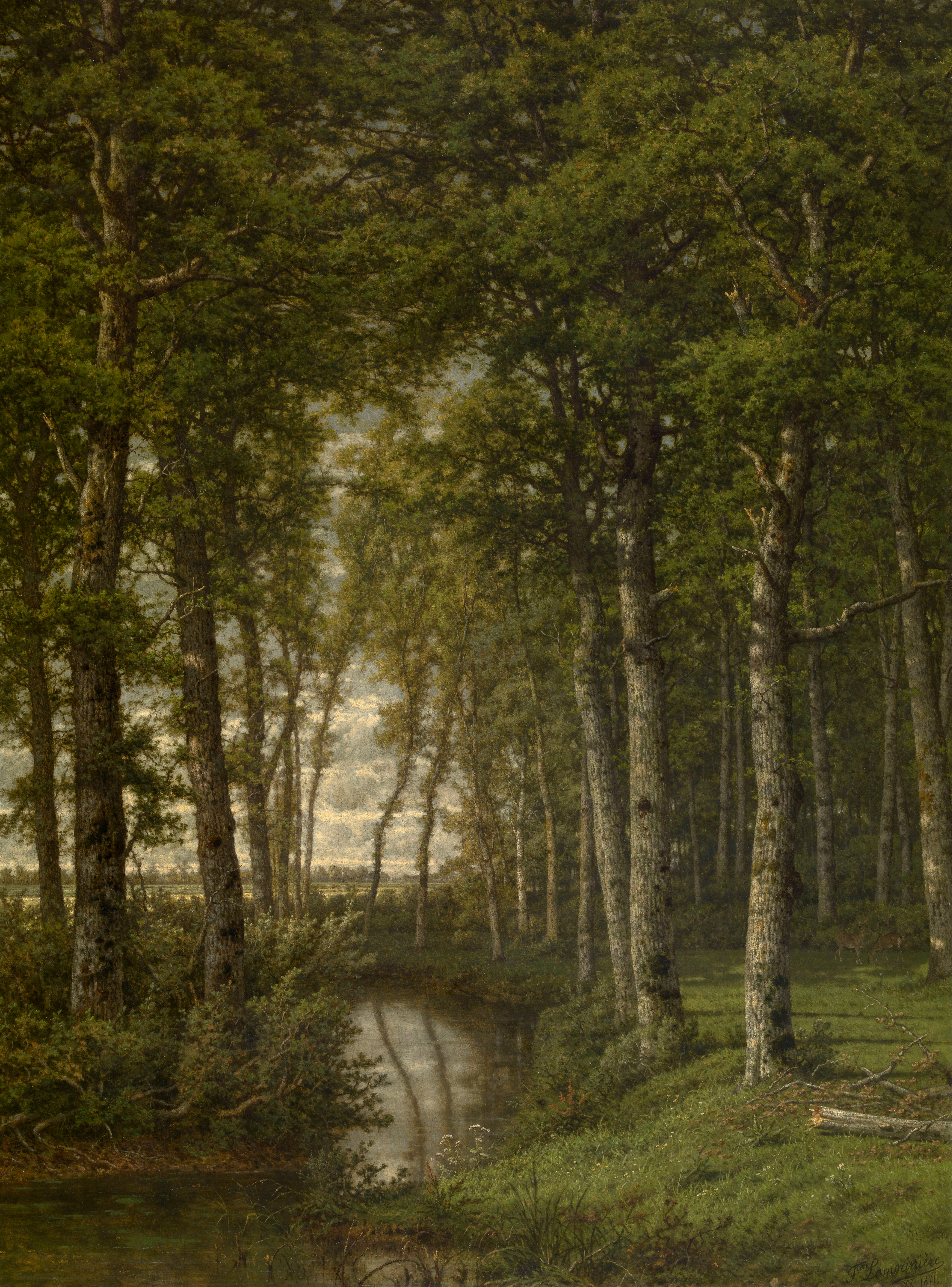
Landschaft bei Schilde

- Ansicht von der Insel Walcheren (Museum zu Antwerpen),
- Ansicht der Wartburg
- 1863: Gegend bei Edegern
- Kiefernwald

Er radierte auch 24 Blätter.

## Auszeichnungen (Auswahl)
- 1857: große goldene Medaille der Brüsseler Ausstellung
- 1860: Ritter des Belgischen Leopoldsordens
- vor 1875: Kommandeur des Kaiserlich-Österreichischen Franz-Joseph-Ordens[2]
- 1878: eine Medaille bei einer Ausstellung in Wien
- 1878: dritte Medaille der Weltausstellung Paris
- 1883: große Goldmedaille auf der Weltausstellung in Amsterdam
- 1885: großes Ehrendiplom der Antwerpener Weltausstellung
- 1889: große Goldmedaille auf der Weltausstellung in Paris
- 1889: Ritter der Ehrenlegion, 1890 auch Offizier[3]
- 1891: Ehrendiplom Berlin
- 1905: korrespondierenden Mitglied der Académie royale de Belgique[4]
- Präsident der Antwerpener Gesellschaft der Radierer